# 6671 Concari
6671 Concari (tên chỉ định: 1994 NC1) là một tiểu hành tinh vành đai chính. Nó được phát hiện bởi Eleanor F. Helin ở Đài thiên văn Palomar ở Quận San Diego, California, ngày 5 tháng 7 năm 1994.